# Doc Yak, Moving Picture Artist
Doc Yak, Moving Picture Artist è un cortometraggio muto del 1914 diretto da Sidney Smith.

## Produzione
Il film fu prodotto dalla Selig Polyscope Company.

## Distribuzione
Distribuito dalla General Film Company, il film - un cortometraggio in una bobina - uscì nelle sale cinematografiche statunitensi il 23 gennaio 1914.